# بالتاي
بالتاي (بالروسية: Балтай) هي مدينة في مقاطعة ساراتوف أوبلاست في روسيا. يبلغ عدد سكانها حوالي 3864 نسمة.